# Eragia profunda
Eragia profunda är en kräftdjursart som beskrevs av Clements Robert Markham 1994. Eragia profunda ingår i släktet Eragia och familjen Bopyridae. Inga underarter finns listade i Catalogue of Life.